# 東京都交通局5000形電車 (鉄道)
東京都交通局5000形電車（とうきょうとこうつうきょく5000がたでんしゃ）は、1960年（昭和35年）12月4日より営業運転を開始した、東京都交通局（都営地下鉄）浅草線用の通勤形電車。
本項では旧・5000形6次車の5200形電車についても記述する。

## 5000形

### 概要
開業時に全編成が2両編成で登場した。その後の路線延長とともに2両から5041以降は4両編成に、そして1968年（昭和43年）11月15日の泉岳寺 - 西馬込間の開通をもって浅草線（当時の1号線）が全通した際に6両編成化され、在籍車両数は152両となった。その後1991年（平成3年）より一部編成が8両編成化され、1995年（平成7年）までに8両編成に統一された。

### 構造

#### 車体
車体は普通鋼で製作した。側窓は上段下降（190 mm）、下段上昇式（150 mm）の二段窓構造とした。車体形状は、帝都高速度交通営団（現：東京地下鉄）丸ノ内線用の500形に準じた3扉の18 m車体となった。塗装は、当時京成の一般車両の塗装に類似した上半身がクリーム色、下半身がオレンジ色で、中央に銀色の帯とステンレスの飾り帯（後期車は銀塗装のみ）を施していたが、1981年（昭和56年）から車体更新と同時に車体塗装の変更が行われ、ステンレス帯を撤去、クリームと赤帯の軽快な2色塗りとなった。

#### 走行機器など
主制御器は日本国有鉄道（国鉄）の承諾を得て、101系用のCS-12A形電動カム軸式主制御器の改良品を使用した。東京芝浦電気（現・東芝）、東洋電機製造、日立製作所、三菱電機の共同設計品である。
台車の枕ばねにはウイング金属ばね（軸箱支持装置は近畿車輛製シュリーレン式）を使用したが、最終新製車は空気ばねとなった。主電動機出力はやや大きめだが歯車比が6.53と低速域重視であり、定格速度が低い上に弱め界磁制御も中速域までであった。さらにWN形駆動装置の影響で高速域では床が振動し始めるなど、高速性能が悪く、最高速度は100km/h程度が限度だった。そのため、京急線内での急行運転時はほとんど惰性走行することなくマスコンハンドルを入れたままで走行していた。
なお、5024は1972年（昭和47年）に京成線内において踏切事故に遭遇し、先頭部を大破した。当時は既に4両編成以上での運行が常態化していたことから、2両編成の先頭車であった同車の運転台は不要とされ、復旧に際しては中間車化を実施し運転台を撤去した。破損した先頭部を切断し、新たな構体を組み立てる形で復旧されたため、外観・内装とも本来の中間車とほぼ同一であるものの、屋根縁のベンチレーターの形状が先頭車用と全く同じ仕様にて復旧された。その結果、本来の中間車と比較して通風口の数が一つ少なくなった。

### 製造区分
|          | ← 西馬込押上 → | ← 西馬込押上 → | ← 西馬込押上 → | ← 西馬込押上 → | 次車分類                                       | 竣工日         | 製造所                    | 備 考                                            |
| 形式     | 5000形 （M1c） | 5000形 （M2）  | 5000形 （M1）  | 5000形 （Mc2） | 次車分類                                       | 竣工日         | 製造所                    | 備 考                                            |
| 車両番号 | 5001           |                |                | 5002           | 1次車                                          | 1960年11月1日  | 日本車輌製造 （本店）     | 2両編成8本（16両） 浅草橋 - 押上間開業用         |
| 車両番号 | 5003           | 5004           |                |                | 1次車                                          | 1960年11月1日  | 日本車輌製造 （本店）     | 2両編成8本（16両） 浅草橋 - 押上間開業用         |
| 車両番号 | 5005           | 5006           |                |                | 1次車                                          | 1960年11月1日  | 日本車輌製造 （本店）     | 2両編成8本（16両） 浅草橋 - 押上間開業用         |
| 車両番号 | 5007           | 5008           |                |                | 1次車                                          | 1960年11月1日  | 日本車輌製造 （本店）     | 2両編成8本（16両） 浅草橋 - 押上間開業用         |
| 車両番号 | 5009           | 5010           |                |                | 1次車                                          | 1960年11月1日  | 日本車輌製造 （本店）     | 2両編成8本（16両） 浅草橋 - 押上間開業用         |
| 車両番号 | 5011           | 5012           |                |                | 1次車                                          | 1960年11月1日  | 日本車輌製造 （本店）     | 2両編成8本（16両） 浅草橋 - 押上間開業用         |
| 車両番号 | 5013           | 5014           |                |                | 1次車                                          | 1960年11月1日  | 日本車輌製造 （本店）     | 2両編成8本（16両） 浅草橋 - 押上間開業用         |
| 車両番号 | 5015           | 5016           |                |                | 1次車                                          | 1960年11月1日  | 日本車輌製造 （本店）     | 2両編成8本（16両） 浅草橋 - 押上間開業用         |
| 車両番号 | 5017           | 5018           | 2次車          | 1962年4月20日  | 2両編成12本（24両） 東日本橋・人形町延伸開業用 |                | 日本車輌製造 （本店）     |                                                  |
| 車両番号 | 5019           | 5020           | 2次車          | 1962年4月20日  | 2両編成12本（24両） 東日本橋・人形町延伸開業用 |                | 日本車輌製造 （本店）     |                                                  |
| 車両番号 | 5021           | 5022           | 2次車          | 1962年4月20日  | 2両編成12本（24両） 東日本橋・人形町延伸開業用 |                | 日本車輌製造 （本店）     |                                                  |
| 車両番号 | 5023           | 5024           | 2次車          | 1962年4月20日  | 2両編成12本（24両） 東日本橋・人形町延伸開業用 |                | 日本車輌製造 （本店）     |                                                  |
| 車両番号 | 5025           | 5026           | 2次車          | 1962年4月20日  | 2両編成12本（24両） 東日本橋・人形町延伸開業用 | ナニワ工機     |                           |                                                  |
| 車両番号 | 5027           | 5028           | 2次車          | 1962年4月20日  | 2両編成12本（24両） 東日本橋・人形町延伸開業用 | ナニワ工機     |                           |                                                  |
| 車両番号 | 5029           | 5030           | 2次車          | 1962年5月31日  | 2両編成12本（24両） 東日本橋・人形町延伸開業用 | ナニワ工機     |                           |                                                  |
| 車両番号 | 5031           | 5032           | 2次車          | 1962年5月31日  | 2両編成12本（24両） 東日本橋・人形町延伸開業用 | ナニワ工機     |                           |                                                  |
| 車両番号 | 5033           | 5034           | 2次車          | 1962年5月31日  | 2両編成12本（24両） 東日本橋・人形町延伸開業用 | 日立製作所     |                           |                                                  |
| 車両番号 | 5035           | 5036           | 2次車          | 1962年5月31日  | 2両編成12本（24両） 東日本橋・人形町延伸開業用 | 日立製作所     |                           |                                                  |
| 車両番号 | 5037           | 5038           | 2次車          | 1962年5月31日  | 2両編成12本（24両） 東日本橋・人形町延伸開業用 | 日立製作所     |                           |                                                  |
| 車両番号 | 5039           | 5040           | 2次車          | 1962年5月31日  | 2両編成12本（24両） 東日本橋・人形町延伸開業用 | 日立製作所     |                           |                                                  |
| 車両番号 | 5041           | 5042           | 5043           | 5044           | 3次車                                          | 1963年1月22日  | 日本車輌製造 （東京支店） | 4両編成10本（40両） 東銀座・新橋・大門延伸開業用 |
| 車両番号 | 5045           | 5046           | 5047           | 5048           | 3次車                                          | 1963年1月22日  | 日本車輌製造 （東京支店） | 4両編成10本（40両） 東銀座・新橋・大門延伸開業用 |
| 車両番号 | 5049           | 5050           | 5051           | 5052           | 3次車                                          | 1963年1月22日  | 日本車輌製造 （東京支店） | 4両編成10本（40両） 東銀座・新橋・大門延伸開業用 |
| 車両番号 | 5053           | 5054           | 5055           | 5056           | 3次車                                          | 1963年1月22日  | 東急車輛製造              | 4両編成10本（40両） 東銀座・新橋・大門延伸開業用 |
| 車両番号 | 5057           | 5058           | 5059           | 5060           | 3次車                                          | 1963年1月22日  | 東急車輛製造              | 4両編成10本（40両） 東銀座・新橋・大門延伸開業用 |
| 車両番号 | 5061           | 5062           | 5063           | 5064           | 3次車                                          | 1963年1月22日  | ナニワ工機                | 4両編成10本（40両） 東銀座・新橋・大門延伸開業用 |
| 車両番号 | 5065           | 5066           | 5067           | 5068           | 3次車                                          | 1963年1月22日  | ナニワ工機                | 4両編成10本（40両） 東銀座・新橋・大門延伸開業用 |
| 車両番号 | 5069           | 5070           | 5071           | 5072           | 3次車                                          | 1963年1月22日  | ナニワ工機                | 4両編成10本（40両） 東銀座・新橋・大門延伸開業用 |
| 車両番号 | 5073           | 5074           | 5075           | 5076           | 3次車                                          | 1963年1月22日  | 日立製作所                | 4両編成10本（40両） 東銀座・新橋・大門延伸開業用 |
| 車両番号 | 5077           | 5078           | 5079           | 5080           | 3次車                                          | 1963年1月22日  | 日立製作所                | 4両編成10本（40両） 東銀座・新橋・大門延伸開業用 |
| 車両番号 | 5081           | 5082           | 5083           | 5084           | 4次車                                          | 1968年5月14日  | 日本車輌製造 （東京支店） | 4両編成7本（28両） 泉岳寺延伸開業用              |
| 車両番号 | 5085           | 5086           | 5087           | 5088           | 4次車                                          | 1968年5月14日  | 日本車輌製造 （東京支店） | 4両編成7本（28両） 泉岳寺延伸開業用              |
| 車両番号 | 5089           | 5090           | 5091           | 5092           | 4次車                                          | 1968年5月14日  | 日本車輌製造 （東京支店） | 4両編成7本（28両） 泉岳寺延伸開業用              |
| 車両番号 | 5093           | 5094           | 5095           | 5096           | 4次車                                          | 1968年5月14日  | 日本車輌製造 （東京支店） | 4両編成7本（28両） 泉岳寺延伸開業用              |
| 車両番号 | 5097           | 5098           | 5099           | 5100           | 4次車                                          | 1968年5月25日  | 日本車輌製造 （東京支店） | 4両編成7本（28両） 泉岳寺延伸開業用              |
| 車両番号 | 5101           | 5102           | 5103           | 5104           | 4次車                                          | 1968年5月25日  | 日本車輌製造 （東京支店） | 4両編成7本（28両） 泉岳寺延伸開業用              |
| 車両番号 | 5105           | 5106           | 5107           | 5108           | 4次車                                          | 1968年5月25日  | 日本車輌製造 （東京支店） | 4両編成7本（28両） 泉岳寺延伸開業用              |
| 車両番号 | 5109           | 5110           | 5111           | 5112           | 5次車                                          | 1968年10月31日 | 近畿車輛                  | 4両編成11本（44両） 西馬込 - 泉岳寺間開業用      |
| 車両番号 | 5113           | 5114           | 5115           | 5116           | 5次車                                          | 1968年10月31日 | 近畿車輛                  | 4両編成11本（44両） 西馬込 - 泉岳寺間開業用      |
| 車両番号 | 5117           | 5118           | 5119           | 5120           | 5次車                                          | 1968年10月31日 | 近畿車輛                  | 4両編成11本（44両） 西馬込 - 泉岳寺間開業用      |
| 車両番号 | 5121           | 5122           | 5123           | 5124           | 5次車                                          | 1968年10月31日 | 近畿車輛                  | 4両編成11本（44両） 西馬込 - 泉岳寺間開業用      |
| 車両番号 | 5125           | 5126           | 5127           | 5128           | 5次車                                          | 1968年10月31日 | 近畿車輛                  | 4両編成11本（44両） 西馬込 - 泉岳寺間開業用      |
| 車両番号 | 5129           | 5130           | 5131           | 5132           | 5次車                                          | 1968年10月31日 | 近畿車輛                  | 4両編成11本（44両） 西馬込 - 泉岳寺間開業用      |
| 車両番号 | 5133           | 5134           | 5135           | 5136           | 5次車                                          | 1968年10月31日 | ナニワ工機                | 4両編成11本（44両） 西馬込 - 泉岳寺間開業用      |
| 車両番号 | 5137           | 5138           | 5139           | 5140           | 5次車                                          | 1968年10月31日 | ナニワ工機                | 4両編成11本（44両） 西馬込 - 泉岳寺間開業用      |
| 車両番号 | 5141           | 5142           | 5143           | 5144           | 5次車                                          | 1968年10月31日 | ナニワ工機                | 4両編成11本（44両） 西馬込 - 泉岳寺間開業用      |
| 車両番号 | 5145           | 5146           | 5147           | 5148           | 5次車                                          | 1968年10月31日 | ナニワ工機                | 4両編成11本（44両） 西馬込 - 泉岳寺間開業用      |
| 車両番号 | 5149           | 5150           | 5151           | 5152           | 5次車                                          | 1968年10月31日 | ナニワ工機                | 4両編成11本（44両） 西馬込 - 泉岳寺間開業用      |

### 電機子チョッパ制御の現車試験
昭和40年代、電機子チョッパ制御の開発が盛んであった時期、1967年（昭和42年）4月に都営地下鉄1号線において、東洋電機製造製のチョッパ制御装置を使用した走行試験が実施された。この走行試験では、日本国内で初めてチョッパ制御による回生ブレーキを使用したことが特筆される。
走行試験では5049号の客室にチョッパ制御装置を床上艤装し、同車の主電動機4台をチョッパ制御する（1C4M制御）。ユニットとなる5050号は付随車扱いで、空気ブレーキのみ使用する一方、5051号 - 5052号のユニットは抵抗制御のまま使用した。チョッパ制御と抵抗制御による3M1T運転を基本に、チョッパ制御のみを使用した1M3T運転も実施した。
主チョッパ装置は二相チョッパ方式で、素子には1,100V - 150A容量の 逆阻止サイリスタを使用、チョッパ周波数は30 - 1,100 Hzであった。弱め界磁には専用のチョッパ装置が用意された。
走行試験は1967年（昭和42年）4月14日から23日にかけて大門 - 押上駅間で実施され、力行試験・発電ブレーキ・回生ブレーキの性能と実用性の確認、主電動機の整流試験　誘導障害に対する影響調査が実施された。なお、回生ブレーキ試験では、当時の大門変電所が回生電力を吸収することができないため、ダミー抵抗を設置して回生電力を吸収させた。回生率は35 - 40 %が確認され、この走行試験は大きな成果を収めた。
|          | ← 大門押上 → |             |             |              |
| 車号     | 5049 （M1c） | 5050 （M2） | 5051 （M1） | 5052 （Mc2） |
| 機器配置 | CHOP         | （付随車）  | Cont        |              |

凡例
- CHOP：チョッパ制御装置（床上）、Cont：抵抗制御装置

### 運用の変遷
浅草線のほか、同線と相互直通運転を行っている京成電鉄京成本線・京浜急行電鉄本線で運用された。当初の直通運用は京成が東中山駅、京急が京浜川崎駅（現：京急川崎駅）までであったが、1981年より京急線への乗り入れが逗子海岸駅（廃止。代替に新逗子駅を開業し、現：逗子・葉山駅）まで、1983年（昭和58年）より京成線への乗り入れが京成成田駅までそれぞれ延伸された。京成東中山駅以東まで直通する運用は原則として急行運用となり、京成線内での急行運用時には種別幕に「急行」を掲出するほか、専用の円形「急行」マークを貫通扉の窓に装着して運行した。また、夜間には京成佐倉駅および京成成田駅までの普通列車運用も存在した。
1981年から更新工事も開始され、前述の新塗装化のほか、空気圧縮機をA-2形から絶縁性に優れたC-1000形に、戸閉灯器の縦長2灯化と前照灯のシールドビーム化が行われた。しかし、更新工事は全車に及ばず、5300形の導入に伴いそのまま廃車になった車両もあり、未更新車は1991年の5057 - 5060編成の廃車により消滅している。

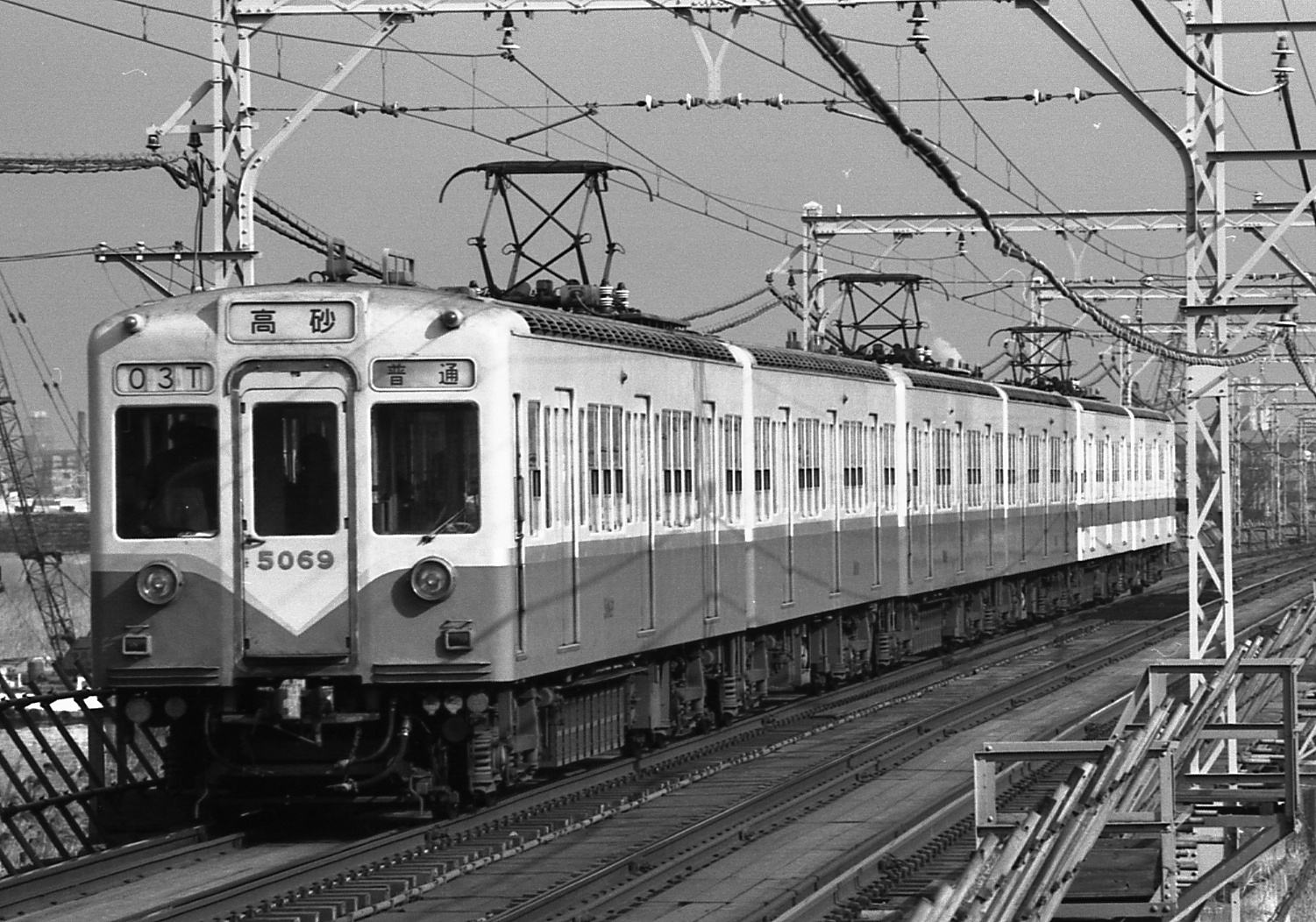
5000形旧塗装、後ろの2両は新塗装

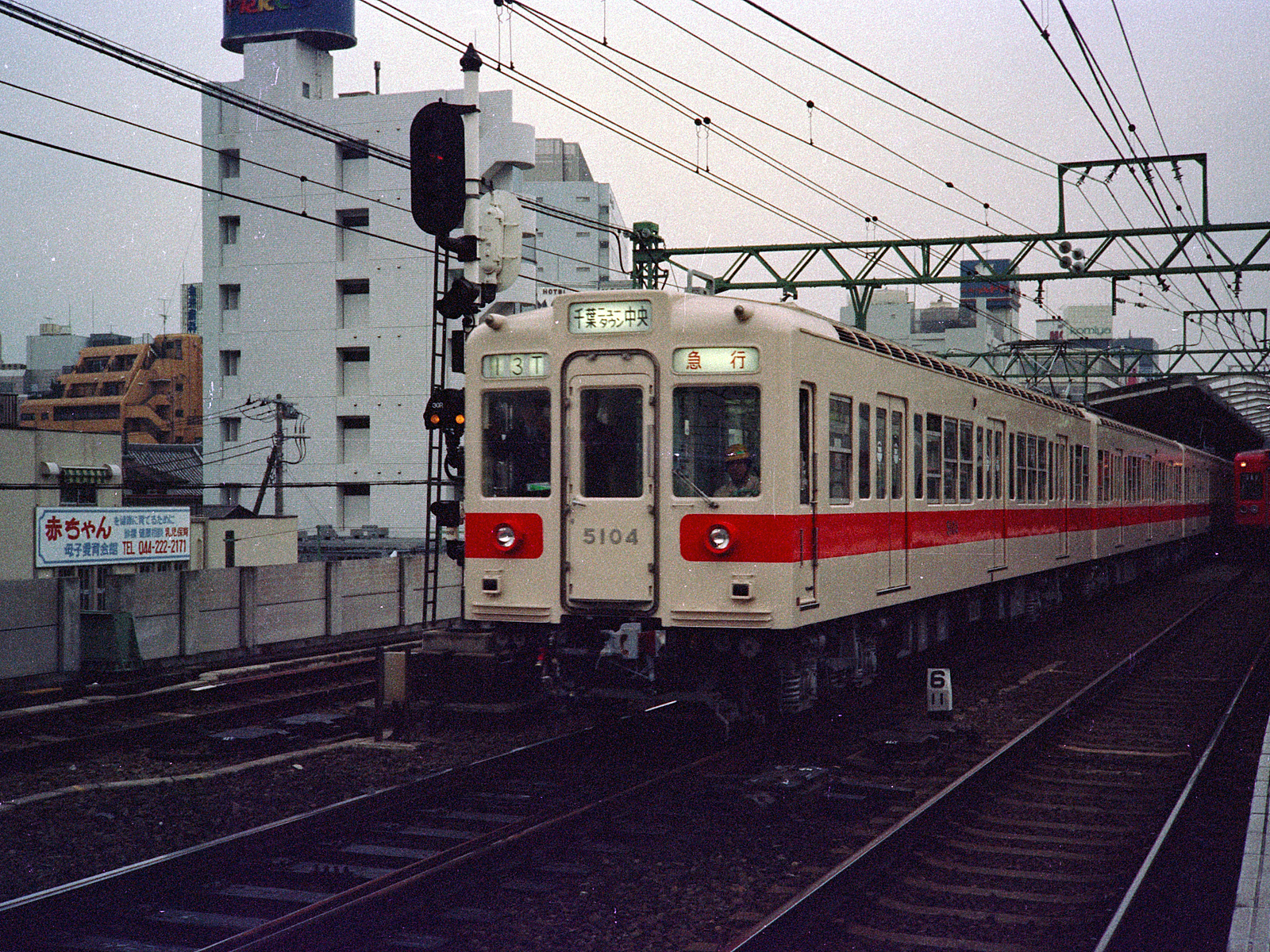
京急川崎で折り返しのため引き上げ線へ引き上げる急行千葉ニュータウン中央行き

1991年3月19日からは京成東成田線東成田駅、同年3月31日からは北総・公団線への乗り入れも開始された。一方、非冷房であることや老朽化のため、5300形への置き換えも同時に開始された。置き換え最中の1993年（平成5年）4月1日に京急空港線が羽田駅（現：天空橋駅）まで延伸された後は、主に千葉ニュータウン中央駅 - 羽田駅間を中心に運用されるようになった。これは当時の羽田駅の引き上げ線などの有効長が8両編成に対応していなかったため、空港線において5300形の運用ができなかったためである。
1995年6月26日から7月2日にかけて、最後まで車籍が残っていた5097編成・5125編成を繋げた8両編成にヘッドマークを装備してさよなら運転を行い、6月26 - 30日は西馬込 - 押上間を数往復し、7月1日は羽田 - 千葉ニュータウン中央間、営業運転最終日の7月2日は西馬込 - 京成成田間にて、いずれも定期列車の運行ダイヤで行われ、記念Tカードも通常発売分（登場当時の塗装が図柄）と車内発売分（変更後の塗装が図柄）の2種類が発売された。その後、同車は休車を経て、翌1996年（平成8年）1月9日に久里浜工場に回送された。これによって、浅草線の車両は冷房化率100%となった。
5069は一部カットの上、渋谷区西原にある東京消防庁消防学校の訓練用として活用されている（通常は非公開）。また、5089と5092は営業運転終了後もしばらくの間旧・馬込車両工場内に保管されていたが、後に解体され現存しない。

### 編成
※廃車が開始される直前の6両編成の編成表である。*印のつく側が先頭を表す。また、4両編成2本は予備車として留置されていた。
|          | ← 西馬込・新逗子・羽田押上・千葉NT中央・東成田 → |                                         |                                                 |                                         |                                         |                                                 |
| 形式     | 5000形 (Mc)                                      | 5000形 (Mc)                             | 5000形 (Mc)                                     | 5000形 (M)                              | 5000形 (M)                              | 5000形 (Mc)                                     |
| 車両番号 | *5029 *5033 *5037                                | 5030* 5034* 5038*                       | *5045 *5061 *5049                               | 5046 5062 5050                          | 5047 5063 5051                          | 5048* 5064* 5052*                               |
|          | ← 西馬込・新逗子・羽田押上・千葉NT中央・東成田 → |                                         |                                                 |                                         |                                         |                                                 |
| 形式     | 5000形 (Mc)                                      | 5000形 (M)                              | 5000形 (M)                                      | 5000形 (Mc)                             | 5000形 (Mc)                             | 5000形 (Mc)                                     |
| 車両番号 | *5105                                            | 5106                                    | 5107                                            | 5108*                                   | *5039                                   | 5040*                                           |
|          | ← 西馬込・新逗子・羽田押上・千葉NT中央・東成田 → |                                         |                                                 |                                         |                                         |                                                 |
| 形式     | 5000形 (Mc)                                      | 5000形 (Mc)                             | 5000形 (Mc)                                     | 5000形 (Mc)                             | 5000形 (Mc)                             | 5000形 (Mc)                                     |
| 車両番号 | *5001                                            | 5002*                                   | *5031                                           | 5032*                                   | *5003                                   | 5004*                                           |
|          | ← 西馬込・新逗子・羽田押上・千葉NT中央・東成田 → |                                         |                                                 |                                         |                                         |                                                 |
| 形式     | 5000形 (Mc)                                      | 5000形 (M)                              | 5000形 (Mc)                                     | 5000形 (Mc)                             | 5000形 (Mc)                             | 5000形 (Mc)                                     |
| 車両番号 | *5023                                            | 5024                                    | *5021                                           | 5022*                                   | *5035                                   | 5036*                                           |
|          | ← 西馬込・新逗子・羽田押上・千葉NT中央・東成田 → |                                         |                                                 |                                         |                                         |                                                 |
| 形式     | 5000形 (Mc)                                      | 5000形 (Mc)                             | 5000形 (Mc)                                     | 5000形 (M)                              | 5000形 (Mc)                             | 5000形 (Mc)                                     |
| 車両番号 | *5013                                            | 5014*                                   | *5077                                           | 5078                                    | *5015                                   | 5016*                                           |
|          | ← 西馬込・新逗子・羽田押上・千葉NT中央・東成田 → |                                         |                                                 |                                         |                                         |                                                 |
| 形式     | 5000形 (Mc)                                      | 5000形 (Mc)                             | 5000形 (M)                                      | 5000形 (Mc)                             | 5000形 (Mc)                             | 5000形 (Mc)                                     |
| 車両番号 | *5005 *5009                                      | 5006* 5010*                             | 5071 5079                                       | 5072* 5080*                             | *5007 *5011                             | 5008* 5012*                                     |
|          | ← 西馬込・新逗子・羽田押上・千葉NT中央・東成田 → |                                         |                                                 |                                         |                                         |                                                 |
| 形式     | 5000形 (Mc)                                      | 5000形 (Mc)                             | 5000形 (Mc)                                     | 5000形 (Mc)                             | 5000形 (M)                              | 5000形 (Mc)                                     |
| 車両番号 | *5025                                            | 5026*                                   | *5027                                           | 5028*                                   | 5043                                    | 5044*                                           |
|          | ← 西馬込・新逗子・羽田押上・千葉NT中央・東成田 → |                                         |                                                 |                                         |                                         |                                                 |
| 形式     | 5000形 (Mc)                                      | 5000形 (M)                              | 5000形 (Mc)                                     | 5000形 (M)                              | 5000形 (M)                              | 5000形 (Mc)                                     |
| 車両番号 | *5065 *5069 *5081 *5093 *5109 *5125 *5129 *5133  | 5066 5070 5082 5094 5110 5126 5130 5134 | *5089 *5073 *5137 *5145 *5053 *5041 *5149 *5117 | 5090 5074 5138 5146 5054 5042 5150 5118 | 5091 5075 5139 5147 5055 5095 5151 5119 | 5092* 5076* 5140* 5148* 5056* 5096* 5152* 5120* |
|          | ← 西馬込・新逗子・羽田押上・千葉NT中央・東成田 → |                                         |                                                 |                                         |                                         |                                                 |
| 形式     | 5000形 (Mc)                                      | 5000形 (M)                              | 5000形 (M)                                      | 5000形 (Mc)                             | 5000形 (M)                              | 5000形 (Mc)                                     |
| 車両番号 | *5057 *5097 *5101 *5113 *5121 *5141              | 5058 5098 5102 5114 5122 5142           | 5059 5099 5103 5115 5123 5143                   | 5060* 5100* 5104* 5116* 5124* 5144*     | 5067 5111 5131 5127 5135 5083           | 5068* 5112* 5132* 5128* 5136* 5084*             |

|          | ← 西馬込押上 → |             |             |             |
| 形式     | 5000形 (Mc)    | 5000形 (Mc) | 5000形 (Mc) | 5000形 (Mc) |
| 車両番号 | *5017          | 5018*       | *5019       | 5020*       |
|          | ← 西馬込押上 → |             |             |             |
| 形式     | 5000形 (Mc)    | 5000形 (M)  | 5000形 (M)  | 5000形 (Mc) |
| 車両番号 | *5085          | 5086        | 5087        | 5088*       |

## 5200形

### 概要
1976年（昭和51年）春に、浅草線（当時は1号線）の輸送力増強用車両として6両編成2本（12両）がアルナ工機で製造された。1968年（昭和43年）製造の5000形5次車以来8年ぶりの車両増備となることから、以降に製造された三田線用の6000形や新宿線用の10-000形試作車の設計要素を盛り込んでいる。
基本的には直通運転時に制定された「1号線直通車両規格」に適合した車両としている。車体は普通鋼製からセミステンレス構造に変更しており、一見すると新形式車両であるが、走行機器類は従来の5000形を踏襲しているため、形式は5000形に包含されている。
大幅なマイナーチェンジを行ったため、車両番号については5200番台に区分（通称として5200形）されているが、正式には5000形6次車の扱いとされていた。先述したとおり走行機器類は5000形を踏襲したものだが、5000形1 - 5次車との混在した運用をすることは想定していないため、1 - 5次車との連結は非常時の救援のみであった。

### 構造
車体は塗装工程を省略できるようセミステンレス製車体を採用した。前面は切妻形貫通式だが、前面ガラス付近に後退角をつけ、前面周囲に縁取りをつけて立体感を強調している。車体前面・側面には新たに朱色系のカラー帯を巻いている。
各車両の側面には電動式の種別表示器と行先表示器（隣り合う車両同士で種別と行先が揃う）が設置されており、前面表示器とともに片側先頭車の行先設定器から一括設定が可能となっている。
車内はクリーム色系の内板に、こげ茶色系の床材を使用したもので、座席表地は黄緑色のものとした。車内天井は冷房装置の搭載に対応できるよう冷房用ダクト・吹き出し口が設けられ、送風装置にはラインデリアが採用されている（中間車は6台・先頭車は5台）。乗務員室は奥行きの拡大、連結時に使用する仕切りを廃止し、乗務員の居住性を向上させている。運転台は着座位置を200mm高くした高運転台構造を採用している。
屋根上はダブルルーフ構造をやめ、一般的な屋根形状として通風器を設置しているほか、将来の冷房化に備え集中式冷房装置を搭載できる「冷房準備車」構造とした。
制御方式は1 - 5次車の電動カム軸式主制御器を基本に、継電器の無接点化などの改良型として形式を「TCS-1A形」（東洋電機製造製ACDF-H885-TCS-1A形）に改めたもので、出力85kWの主電動機8台を制御する（1C8M制御）。2両で1ユニットを構成する全電動車方式である。この主制御器は、在来の5000形更新時に置き換えが可能な設計で、各継電器は新規設計品を使用することで無接点化を図った。
補助電源装置となる電動発電機（MG）は将来の冷房化にも対応できる75kVA出力品を使用した。空気圧縮機 (CP) は容量増加を図ったC-2000M形（吐出量2,000L/min）を採用した。ブレーキ装置は発電ブレーキ併用の電磁直通ブレーキ（HSC-D）システムを踏襲しているが、新たに保安ブレーキが新設されている。
台車は乗り心地の向上のため、空気ばね台車を採用し、軸箱支持方式は円筒案内式（油を使用しない乾式シュリーレン式）で、近畿車輛製のKD-80形（交通局形式：T-1A形）である。台車についても将来の冷房化に対応できるよう車軸などを強化している（冷房化後は各車700kg重量が増加している）。
なお、設計当初は当時省エネルギー化や保守性などに優れていた電機子チョッパ制御や電気指令式ブレーキなどを使用することも考えられていたが、直通運転先の取り扱いなども考慮して5000形のシステムを踏襲したものとした。これらの当時新しい技術はすでに10-000形試作車で実績があり、2年後に同車の量産車において正式に採用されている。

### 運用の変遷

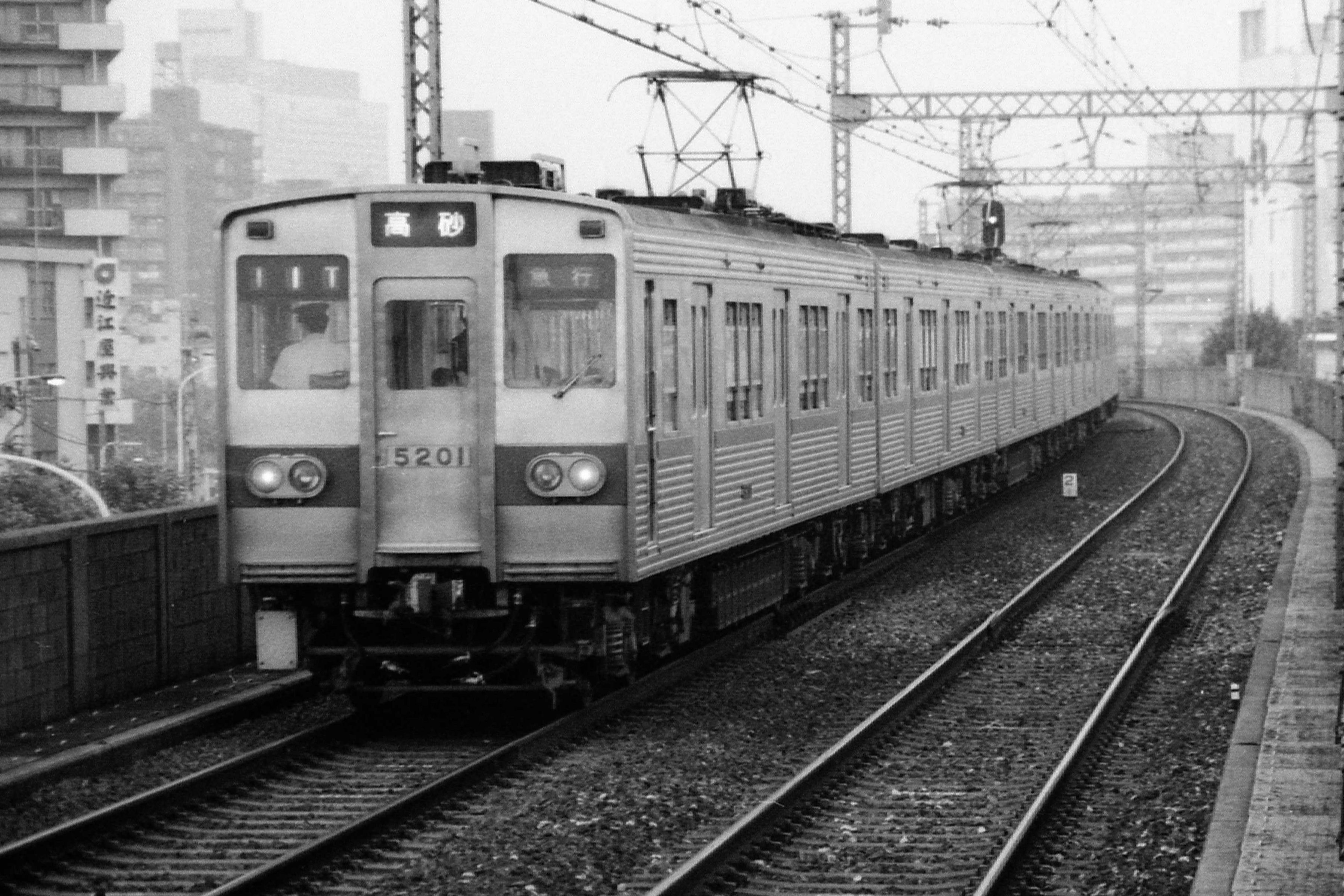
冷房化前の5200形

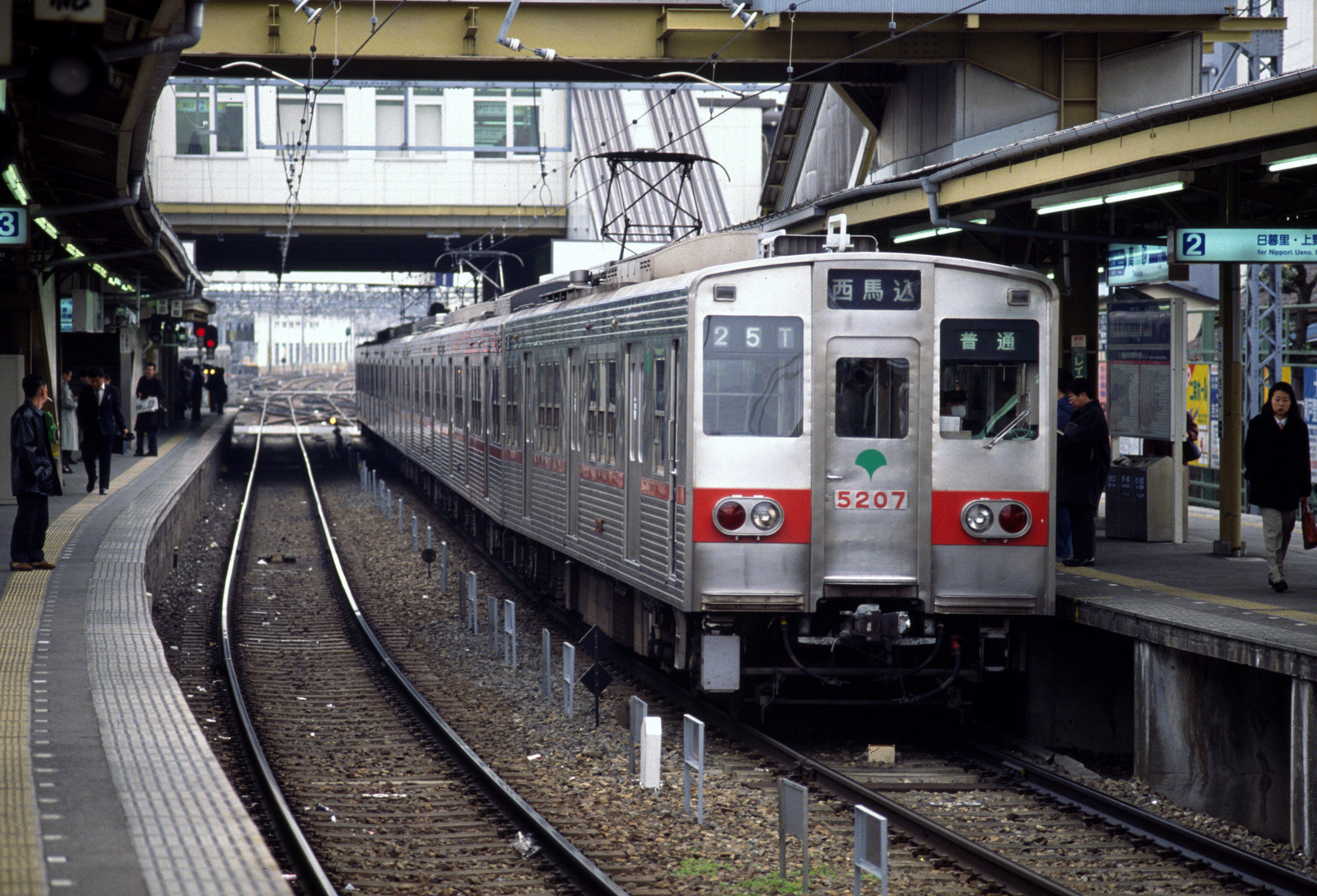
冷房改造後5207 - 5212での編成の姿

都営地下鉄においても冷房車の使用が開始された時期に、本形式も冷房装置の搭載改造が実施された。5201以下の6連は1989年（平成元年）10月、5207以下の6連は1988年（昭和63年）12月に冷房化され、浅草線車両としては初めての冷房車となった。冷房装置は44.19kW（38,000kcal/h）容量を持つ三菱電機製のTCL-1形で、当初の計画通り集中式冷房装置が搭載された。冷房電源用の使用を想定していたため、電動発電機等の設備はそのまま使用された。
6両編成冷房車時代は1993年（平成5年）4月から1994年（平成6年）12月まで、当時6両編成までしか対応していなかった京急空港線への直通運用に5000形とともに多用された。
1996年（平成8年）12月、5000形1 - 5次車廃車後の浅草線の車両数を8両編成28本に揃えることになったため、5201以下の6両編成に5207以下の編成の中間ユニット5209・5210号車を組み込み、6両編成2本から8両編成1本に組み替えられた。同時に機器の修繕工事も実施され、主制御器は5000形の更新工事で使用されていたTCS-1B形に交換、パンタグラフは新製品に交換、主電動機・電動発電機は機器の更新を、冷房装置はオーバーホールが実施された。その後、2000年（平成12年）8月14日に形式を5000形（5000形6次車）から5200形に改めた。
1999年（平成11年）7月31日のダイヤ全面改正で、通称「逗子急行」運用消滅とともに、ダイヤ乱れ時を除き京急線内への入線がなくなった。運用末期の頃には主に泉岳寺駅 - 西馬込駅間の区間運用に使用されていたが、車両の制約上運用が限定されており、所定運用以外には基本的に入らなかった。この中には夜間に1往復のみ京成線の京成高砂駅に乗り入れる運用もあったが、末期には5300形と共通運用とされていた関係上、5300形を使用する場合が多かった。
ダイヤ乱れ時の代走などで羽田空港駅（当時）や印旛日本医大駅に入線した実績もあるが、「羽田空港」の行先表示がなかったため、その際の表示は「羽田」であった。
老朽化が進む一方、馬込地区での工場機能と検修機能の統合により車両運用の1本削減が可能となったことから、2006年（平成18年）11月をもって廃車となることが決定した。同年10月28日に馬込車両検修場で開催された「都営フェスタin浅草線」で最後の一般公開を行い、11月3日に西馬込駅 - 千葉ニュータウン中央駅間でさよなら運転を実施し、運用を終了した。
その後、同年12月10日付けで8両全車両が除籍され、12月20日に京急ファインテック久里浜事業所へと廃車回送、2007年（平成19年）1月から2月上旬にかけて全車両が解体処分された。

### 5200形編成表
新製当初の6両編成
|                     | ← 西馬込・新逗子・羽田押上・千葉NT中央・東成田 → |             |             |             |             |              |
| 形式                | 5200形 (M1c)                                     | 5200形 (M2) | 5200形 (M1) | 5200形 (M2) | 5200形 (M1) | 5200形 (M2c) |
| 機器配置            | Cont                                             | MG,CP       | Cont        | MG,CP       | Cont        | MG,CP        |
| 車両重量 (冷房化前) | 32.5t                                            | 33.0t       | 32.0t       | 33.0t       | 32.0t       | 33.5t        |
| 車両番号            | 5201 5207                                        | 5202 5208   | 5203 5209   | 5204 5210   | 5205 5211   | 5206 5212    |

8両編成化後
|                     | ← 西馬込押上・京成高砂 → |             |             |             |             |             |             |              |
| 形式                | 5200形 (M1c)             | 5200形 (M2) | 5200形 (M1) | 5200形 (M2) | 5200形 (M1) | 5200形 (M2) | 5200形 (M1) | 5200形 (M2c) |
| 機器配置            | Cont                     | MG,CP       | Cont        | MG,CP       | Cont        | MG,CP       | Cont        | MG,CP        |
| 車両重量 (冷房化後) | 33.2t                    | 33.7t       | 32.7t       | 33.7t       | 32.7t       | 33.7t       | 32.7t       | 34.2t        |
| 車両番号            | 5201                     | 5202        | 5203        | 5204        | 5209        | 5210        | 5205        | 5206         |

凡例
- Cont：主制御器
MG：電動発電機（75kVA出力）
CP：空気圧縮機
- 集電装置（パンタグラフ）はM1c・M1車に1基が搭載される。
- 車両重量は上記に記載したが、冷房化改造後は各車0.7t重量が増加している。

## その他
- 1978年、イギリスのロックバンド・ポリスの楽曲『So Lonely』のプロモーションビデオ撮影に浅草線が使われた際、5200形の車内でも撮影が行われた。[要出典]